# Henry Rohlman
Henry Patrick Rohlman getauft als Bernard Heinrich Rohlmann (* 16. März 1876 in Appelhülsen, Westfalen; † 13. September 1957 in Dubuque, Iowa) war ein römisch-katholischer Geistlicher. Er war Bischof von Davenport (1927–1944) und Erzbischof von Dubuque (1944–1954).

## Leben
Rohlman wurde in Westfalen geboren. Mit zwei Jahren wanderte er mit seinen Eltern nach Iowa in die Vereinigten Staaten aus.
Er empfing am 21. Dezember 1901 die Priesterweihe.
Am 20. Mai 1927 wurde er zum Bischof von Davenport ernannt. Die Bischofsweihe spendete ihm am 25. Juli desselben Jahres der Erzbischof von Dubuque, James Keane, Mitkonsekratoren waren Edmond Heelan, Bischof von Sioux City und Thomas William Drumm, Bischof von Des Moines.
Am 15. Juni 1944 wurde Rohlman zum Koadjutorerzbischof von Dubuque und Titularerzbischof von Macra ernannt. Am 11. November 1946 folgte er Francis Beckman als Erzbischof von Dubuque nach. Mit seiner Emeritierung am 2. Dezember 1954 wurde er zum Titularerzbischof von Cotrada ernannt.
Rohlman verstarb 1957 im Alter von 81 Jahren in seiner Bischofsstadt.